# Ernst Böhme (Politiker)

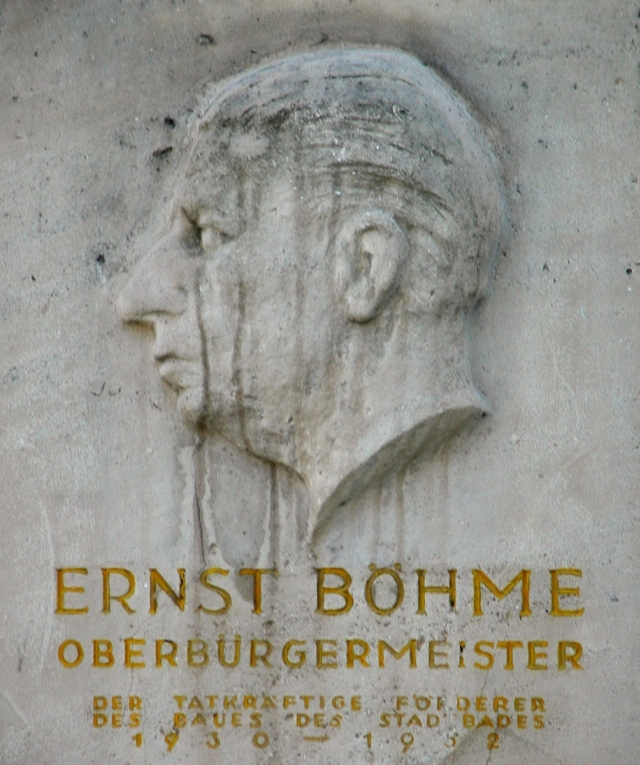
Ernst Böhme

Ernst Böhme (* 23. Januar 1892 in Magdeburg; † 21. Juli 1968 in Braunschweig) war ein deutscher SPD-Politiker. Von 1929 bis 1933 und von 1945 bis 1948 war er Oberbürgermeister der Stadt Braunschweig.

## Frühe Jahre
Böhme entstammte einer Magdeburger Arbeiterfamilie. Den Schulbesuch beendete er 1912 an dem Reform-Realgymnasium in Magdeburg mit dem Abitur und studierte anschließend Jura in Göttingen, München, Berlin und Halle. Ebenfalls 1912 trat er in die SPD ein. Am Ersten Weltkrieg nahm er teil, legte aber noch 1917 das erste Staatsexamen ab. Nach seiner Referendariatszeit in Neustrelitz, Magdeburg und Naumburg bestand er im Dezember 1922 auch das zweite Staatsexamen.
Von April 1919 bis 1921 war er als Arbeitersekretär in Neustrelitz tätig, wo er zeitweilig auch Vorsitzender des SPD-Ortsvereins war.

## Weimarer Republik und Zeit des Nationalsozialismus

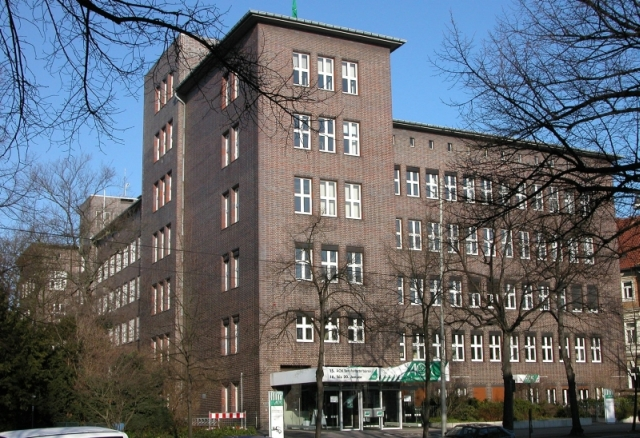
Das AOK-Gebäude, 1933 „Schutzhaft“-Gefängnis der Hilfspolizei, 2006

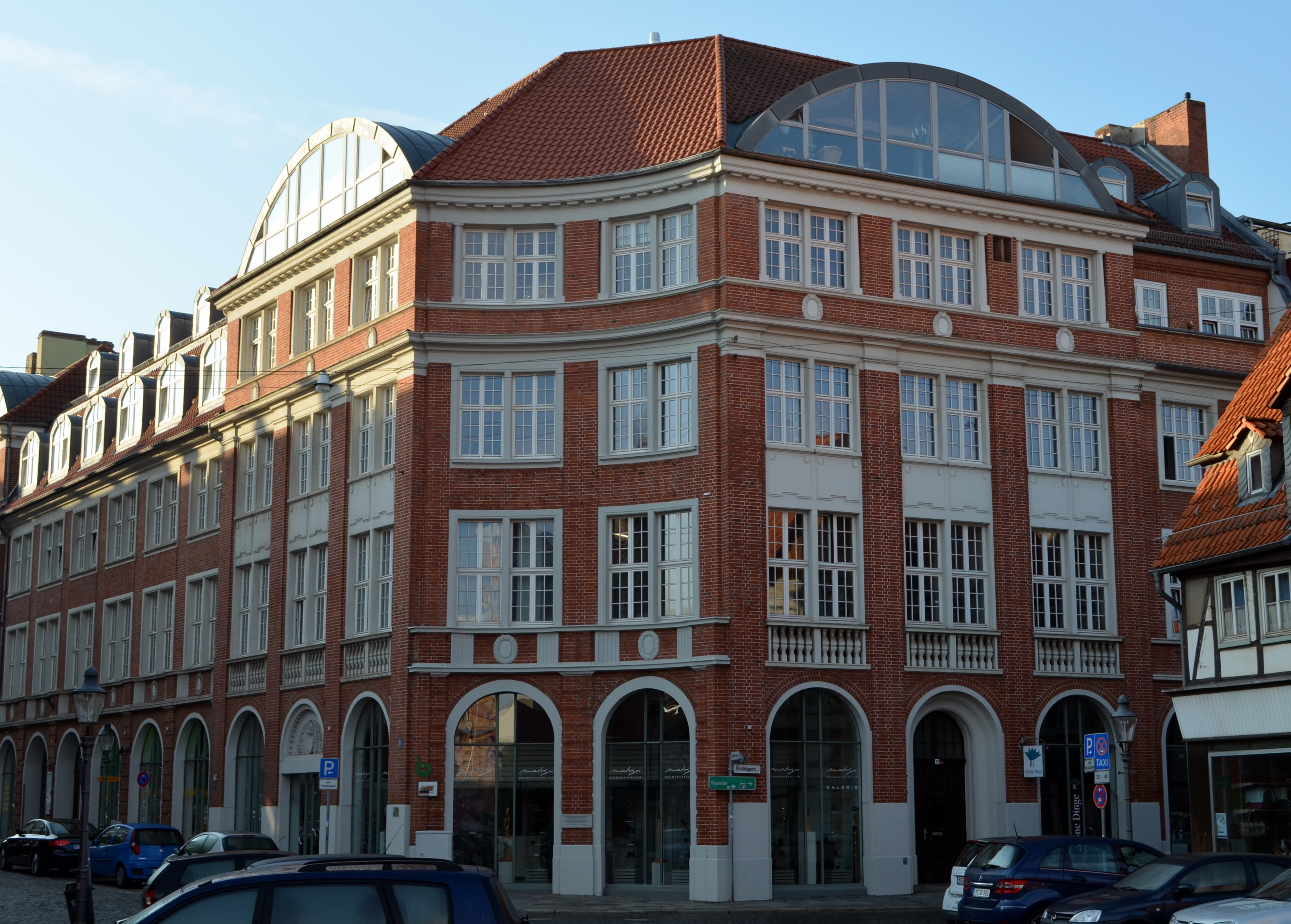
Das „Volksfreund-Haus“ der SPD, 2011

Im Februar 1923 wurde er von der Stadtverwaltung Magdeburg eingestellt. Zwischen 1923 und 1929 arbeitete er für den Magdeburger Magistrat, wo er bis zum Stadtrat aufstieg. Böhme war einer der Mitbegründer des am 22. Februar 1924 in Magdeburg gegründeten Reichsbanners Schwarz-Rot-Gold. 1925 heiratete er Lili Bahn, Schwester der Schauspielerin Roma Bahn.
Am 23. November 1929 wurde Böhme von der Braunschweiger Stadtverordnetenversammlung zum Oberbürgermeister der Stadt gewählt. Er war damals der jüngste Oberbürgermeister einer deutschen Großstadt. Als SPD-Mitglied war er 1930 Mitglied des Braunschweigischen Landtages.

### Verfolgung durch die Nationalsozialisten
Nach der Machtergreifung der Nationalsozialisten am 30. Januar 1933 sah sich Böhme, wie zahlreiche Andersdenkende, zunehmenden Repressalien und wachsender Verfolgung durch die Nationalsozialisten – insbesondere durch den braunschweigischen NSDAP-Innenminister und späteren Ministerpräsidenten des Landes Braunschweig Dietrich Klagges – ausgesetzt. Dieser verfügte am 13. März 1933 Böhmes Amtsenthebung und ließ ihn noch im Rathaus in „Schutzhaft“ nehmen. Dem Einsatz des ebenfalls von Klagges verfolgten ehemaligen braunschweigischen Ministerpräsidenten Heinrich Jasper war es zu verdanken, dass Böhme schon bald wieder aus dem „Schutzhaft“-Gefängnis Rennelberg freikam.
Einige Tage darauf, am 25. März, wurde Böhme zuhause von SS-Leuten verhaftet und in das mittlerweile durch diese zweckentfremdete ehemalige „Volksfreund-Haus“ der SPD gebracht und misshandelt. Wie bei vielen anderen bereits geschehen, erpresste man auch von Böhme eine Mandatsverzichtserklärung. Danach kam er am 19. April 1933 in das berüchtigte Gefängnis Rennelberg. Als Stellvertreter hatte Stadtbaurat Karl Gebensleben am 13. März die Amtsgeschäfte übernommen. Er wurde am 18. Oktober 1933 durch NSDAP-Mitglied Wilhelm Hesse als Böhmes offizieller Nachfolger im Amte des Oberbürgermeisters abgelöst.
Nach seiner Freilassung verließ Böhme Braunschweig und ging, weil aus politischen Gründen seine Zulassung als Rechtsanwalt verweigert wurde, nach Berlin, um Betriebs- und Volkswirtschaftslehre zu studieren. Daneben studierte er auch in Halle. Anschließend arbeitete er von 1936 bis 1944 als Steuer- und Devisenberater in Berlin und überlebte so die NS-Zeit. Am 30. Januar 1944 wurde er in Berlin ausgebombt. Danach zog er mit seiner Familie nach Naumburg an der Saale, wo er bis April 1945 als Steuerberater und Buchprüfer tätig war.

## Nachkriegszeit
Erst nach der Besetzung der Stadt durch amerikanische Truppen am 12. April 1945 kehrte Böhme wieder in die Stadt zurück und wurde am 1. Juni 1945 von der US-Militärregierung erneut zu deren Oberbürgermeister bestimmt. Nach der Einführung der „Doppelspitze“ blieb Böhme ehrenamtlicher Oberbürgermeister von Braunschweig. Dieses Amt hatte er bis zum 17. Dezember 1948 inne. Am Tage seines Ausscheidens aus dem Amte wurde ihm die Ehrenbürgerwürde der Stadt Braunschweig verliehen. 1946 war er SPD-Abgeordneter des letzten Braunschweiger Landtags und von 1947 bis 1955 Mitglied des Niedersächsischen Landtags in Hannover. Darüber hinaus war er Mitgründer des Deutschen Städtetages, wo er Vorsitzender des Rechts- und Verwaltungsausschusses war. Dem Deutschen Städtetag gehörte Böhme von 1946 bis 1955 an.
Weiterhin war Böhme Präsident der Deutschen Gesellschaft für das Badewesen und von 1957 bis 1968 Mitglied des Niedersächsischen Staatsgerichtshofs. Am 21. Juli 1968 starb Böhme in Braunschweig und wurde in einem Ehrengrab auf dem Braunschweiger Hauptfriedhof beigesetzt.
Zu Böhmes Ehren wurde eine Straße in Braunschweig nach ihm benannt.